# Högalids samrealskola
Högalids samrealskola var en realskola i Högalid verksam från 1923 till 1964.

## Historia
Skolan inrättades 1919 som Stockholms stads högre folkskola för medborgerlig bildning med lokaler i Högalids, Sofia och Enskede folkskolor. 1923 ombildades den till Kommunala mellanskolan i Stockholm, från 1925 Södra kommunala mellanskolan, som från 1948 successivt ombildades till Högalids samrealskola (1963–1964 Högalids samrealskola och Hagsätra läroverk) Under flera år efter starten var undervisningen för Högalids samrealskola förlagd till Kungsholmens folkskola, Adolf Fredriks folkskola, Sofia folkskola och Enskedes folkskola.
Realexamen gavs från 1927 till 1964.
Skolbyggnaden, ritad av Paul Hedqvist, stod klar 1936 och användes från 1967 av Zinkendammsskolan/Globala gymnasiet.